# (9771) 1993 FU17
A (9771) 1993 FU17 a Naprendszer kisbolygóövében található aszteroida. Az UESAC program keretében fedezték fel 1993. március 17-én.